# Humain, trop humain
Humain, trop humain (deutsch: „Menschliches, Allzumenschliches“)  ist ein Dokumentarfilm des Regisseurs Louis Malle aus dem Jahr 1974. Der Film behandelt die Entfremdung der Arbeiter eines Citroënwerkes in der Bretagne von ihrer Arbeit. Kontraste setzt der Film in der Dokumentation einer Messe, auf der die Produkte des Werks vorgestellt werden. Der Film ist 2005 auf DVD erschienen.

## Inhalt
In dem Film widmet sich Malle kritischen Themen in der Automobilfertigung. Er dokumentiert die Ausbeutung, die Entfremdung, das Konsumverhalten, die durch die Massenproduktion entstehen. Gedreht wurde an lediglich zwei Schauplätzen, zum einen in den Fertigungshallen des Citroënwerks und zum anderen in einer Automobilmesse. Der Film ist in drei Komponenten gegliedert. Die erste widmet sich chronologisch dem Herstellungsprozess der Fahrzeuge, vom Einzelteil bis zum fertigen Produkt. Die zweite Sequenz besteht aus einer Art Collage in der Gespräche, Geräuschen und Eindrücke einer Automobilmesse wiedergegeben werden. Die dritte widmet sich den Produktionsbedingungen aus der Sicht des Arbeiters, hier insbesondere dem Verhältnisses zwischen Mensch und Maschine.
Es ist eine Dokumentation über die Herstellung von Automobilen und über Menschen, die eine monotone Arbeit am Fließband ausüben müssen. Malle wählte eine Automobilfabrik in Frankreich, die zu jener Zeit mit der modernsten Fließbandtechnik ausgestattet war. Er hielt sich dort für eine Woche auf, um dem Betrachter ein Gefühl für die monotone Arbeit näherzubringen. Die Aufnahmen des Arbeitslärms vermitteln ein authentisches Bild von den Arbeitsbedingungen einer Fließbandproduktion, die ohne jeglichen Kommentar auskommt. Malle lässt die Bilder und Geräusche bewusst für sich sprechen. Er merkte dazu an: „Ich wollte, dass die Zuschauer sich erschöpft fühlten, wenn sie aus dem Film kamen, so erschöpft, als hätten sie eine Achtstundenschicht hinter sich.“